# Henrique Aparecido de Lima
Henrique Aparecido de Lima C.SS.R. (ur. 28 lipca 1964 w Toledo (Parana)) – brazylijski duchowny katolicki, biskup Dourados od 2016.

## Życiorys
20 listopada 1999 otrzymał święcenia kapłańskie w zgromadzeniu redemptorystów. Przez kilka lat pracował duszpastersko w zakonnych parafiach, a w latach 2007–2008 zarządzał jako administrator diecezją Jardim. W 2007 został także wiceprowincjałem, a w 2014 prowincjałem.
21 października 2015 papież Franciszek mianował go ordynariuszem diecezji Dourados. Sakry udzielił mu 30 stycznia 2016 biskup Darci José Nicioli.